# 方从哲
方從哲（1562年9月10日—1628年），字汝愚，號中涵，錦衣衛軍籍（直隸大興縣）（今北京市）人，祖籍浙江德清縣，明朝政治人物，萬曆癸未進士，仕至內閣首輔。

## 生平
萬曆十年壬午科順天府鄉試第八十一名舉人，十一年（1583年）联登癸未科會試三百名，二甲三十名進士，改翰林院庶吉士，十三年授编修，十七年主考會試，二十一年丁憂。二十四年復補国子监司业，二十五年升右谕德，二十六年七月升國子監祭酒，請罷矿税。得罪司礼监秉笔太监田义，二十七年十二月养病放歸。
万历四十一年（1613年）二月叶向高举荐方从哲出任吏部左侍郎兼侍读学士，与其主持癸丑科會試。同年九月，與吴道南同加礼部尚书、東阁大学士，入内阁办事，多次上书言事，万历四十四年（1616年）加太子太保、文渊阁大学士，同年努爾哈赤号后金国汗，建元天命。方从哲疏请曰：“今缺饷至于数月，诸军饥不得食，寒不得衣。……宜速发内帑数十万，先尽该镇，次及九边，用以抒燃眉之忧。”但神宗不納。從哲獨相七年，雖然不乏上疏力言國事，但往往只著重於名義上的爭取，實將順從皇帝的意思，終庸庸無所匡救。
光宗時，方从哲任內閣首輔，將李可灼帶進宮內任鴻臚寺丞，進呈紅丸，皇帝吃了一丸之後，直呼“忠臣！忠臣！”下午三時復進一丸，九月一日五更時暴斃，在位僅二十九天。這是明朝著名的紅丸案。禮部尚書孫慎行聲討方從哲與李可灼。方從哲為了脫罪，說「李可灼沒有罪，給皇帝治病就該賞銀。」定調為「進藥不效，但亦臣愛君之意」。
泰昌元年（1620年）十一月三、二十日，连续两次上书乞休。熹宗慰留之。十二月二十八日，批准。李可灼發戍邊疆。天啟年間，徐大化请起從哲，但從哲不出。崇祯元年（1628年）卒。
- 萬曆四十一年九月任礼部尚书兼东阁大学士
- 萬曆四十四年，加太子太保文渊阁大学士
- 泰昌元年八月，加少保，改户部尚書武英殿大学士
- 泰昌元年十月，加少师兼太子太师吏部尚书，进建极殿大学士
- 泰昌元年十二月，六疏乞休被允，进中极殿大学士，就第加赐银币、蟒衣，仍补给六年考满诰命恩荫。

## 身后
赠太傅，谥文端。

## 家族
曾祖方允，壽官；祖方華，光禄寺典簿；父方天叙，生员。前母张氏、楊氏；母王氏。具庆下。兄方希哲。
长子方世鸿，廕尚寶司丞。其人不学无术，萬曆四十六年（1618年）狎妓时涉入妓女坠马事件。被巡城御史薛贞弹劾。从哲上疏請辭，得到神宗慰留。

### 出处
1. ↑  张凤翼：《贺方中涵老师入相序》
2. ↑  龚延明主编. . 宁波: 宁波出版社. 2016. ISBN 978-7-5526-2320-8. 《天一閣藏明代科舉錄選刊.登科錄》之《萬曆十一年癸未科進士登科錄》
3. ↑  《萬曆野獲編·卷十六》：嘉靖癸未科華亭徐相，長子璠以南京應試作奸，問革。萬曆癸未科德清方相，長子世鴻以北京狎妓墜馬死，問革。二相俱在事當局，俱係胄君，俱不致仰累其父，前後恰好六十年。璠後得恩宥授官，仕至太常卿，又自以考滿得一蔭，且長子元春舉進士，官亦至太常卿。但不知方氏後當何如也？

### 書目
- 《明史》方從哲傳。

## 延伸阅读
[在维基数据编辑]
 《明史卷二百一十八》，出自《明史》

| 官衔          | 官衔                       | 官衔          |
| ------------- | -------------------------- | ------------- |
| 前任： 葉向高 | 明朝内阁首輔 1614年—1620年 | 繼任： 劉一燝 |